# Đảo Santa Cruz (Galápagos)

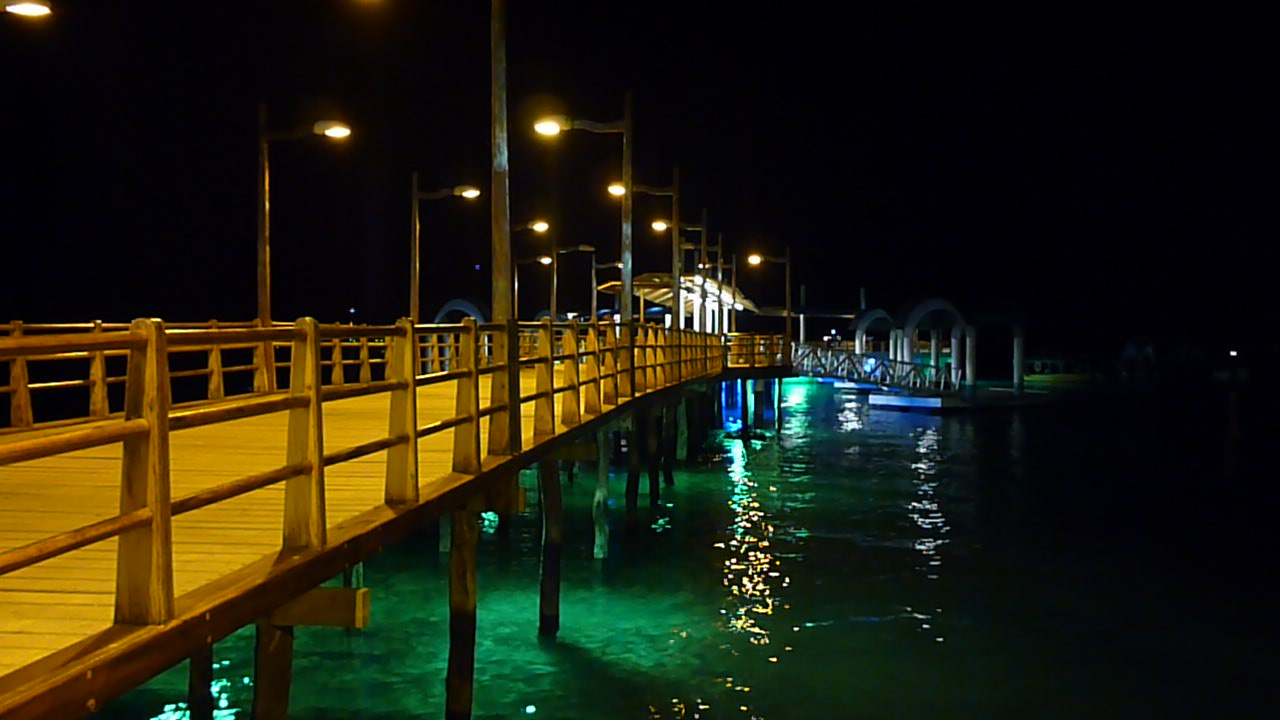
Puerto Ayora, ban đêm, tỉnh Galápagos, Ecuador

Đảo Santa Cruz (phát âm tiếng Tây Ban Nha: [Santa kɾus]) là một trong những đảo thuộc quần đảo Galápagos với diện tích 986 km2 (381 dặm vuông) và độ cao tối đa 864 m. Đảo nằm ở trung tâm của quần đảo, Santa Cruz là hòn đảo lớn thứ hai sau đảo Isabela. Thủ phủ là Puerto Ayora, trung tâm đô thị đông dân nhất trong các đảo. Trên Santa Cruz có một số ngôi làng nhỏ, với dân chúng làm nông nghiệp và chăn nuôi gia súc. Hòn đảo này là một núi lửa không hoạt lớn. Người ta ước tính rằng các vụ phun trào cuối cùng xảy ra nhiều năm khoảng một triệu rưỡi năm trước đây. Có một đường hầm nham thạch khổng lồ mà là dài hơn 2000 mét trên đảo mà nhiều du khách tham quan và đi bộ qua. Như một minh chứng cho lịch sử núi lửa của nó có hai lỗ hổng lớn hình thành do sự sụp đổ của một buồng magma:. Los Gemelos, hay "Sinh Đôi". Tên tiếng Anh của nó (Indefatigable) đã được đặt theo tên tàu của Anh HMS Indefatigable. Santa Cruz có dân số lớn nhất trong quần đảo tại thị trấn Puerto Ayora, với tổng số 12.000 cư dân trên hòn đảo này.